# 東芝科学館
東芝科学館（とうしばかがくかん、英称：Toshiba Science Museum）は、神奈川県川崎市幸区小向東芝町の東芝研究開発センター内にあった企業博物館である。1961年（昭和36年）開館。2013年（平成25年）9月に閉館し、2014年（平成26年）1月31日に東芝未来科学館としてJR川崎駅前へ移転・リニューアルオープンした。

## 概要
前身となるマツダ照明学校は1927年（昭和2年）7月に東京電気（1939年に合併して東芝）の川崎本社（橘樹郡御幸村・現在の川崎市幸区ラゾーナ川崎）内に開設され、古灯器などを展示し月平均1,000人程度の見学者があったが、1943年（昭和18年）に第二次世界大戦中の空襲により展示資料とともに焼失した。
東芝創業85周年記念事業の一環として、1961年（昭和36年）7月、東芝小向工場（現・小向事業所）内に軽電関係のマツダ研究所と重電関係の鶴見研究所を統合して中央研究所（現・研究開発センター）が発足。同年11月15日、中央研究所本館内に東芝科学館が開館した。
当時としては全国でも珍しい「企業科学館」として注目され、その後に開館される企業館の草分け的な存在となった。2006年8月11日には累計入館者が800万人を突破した。
科学技術に関するさまざまな展示や、これまでに東芝が製造した国産第一号または世界初の電気製品を展示している。2006年には前年に東芝創業130周年を迎えた事と開館45周年の節目に、館内の展示内容のリニューアルを実施した。
2013年9月末をもって閉館し、2014年1月にラゾーナ川崎地区に設置されたスマートコミュニティセンター内に東芝未来科学館としてリニューアルオープンした。なお、東芝未来科学館は2024年6月末をもって一般公開が終了している。

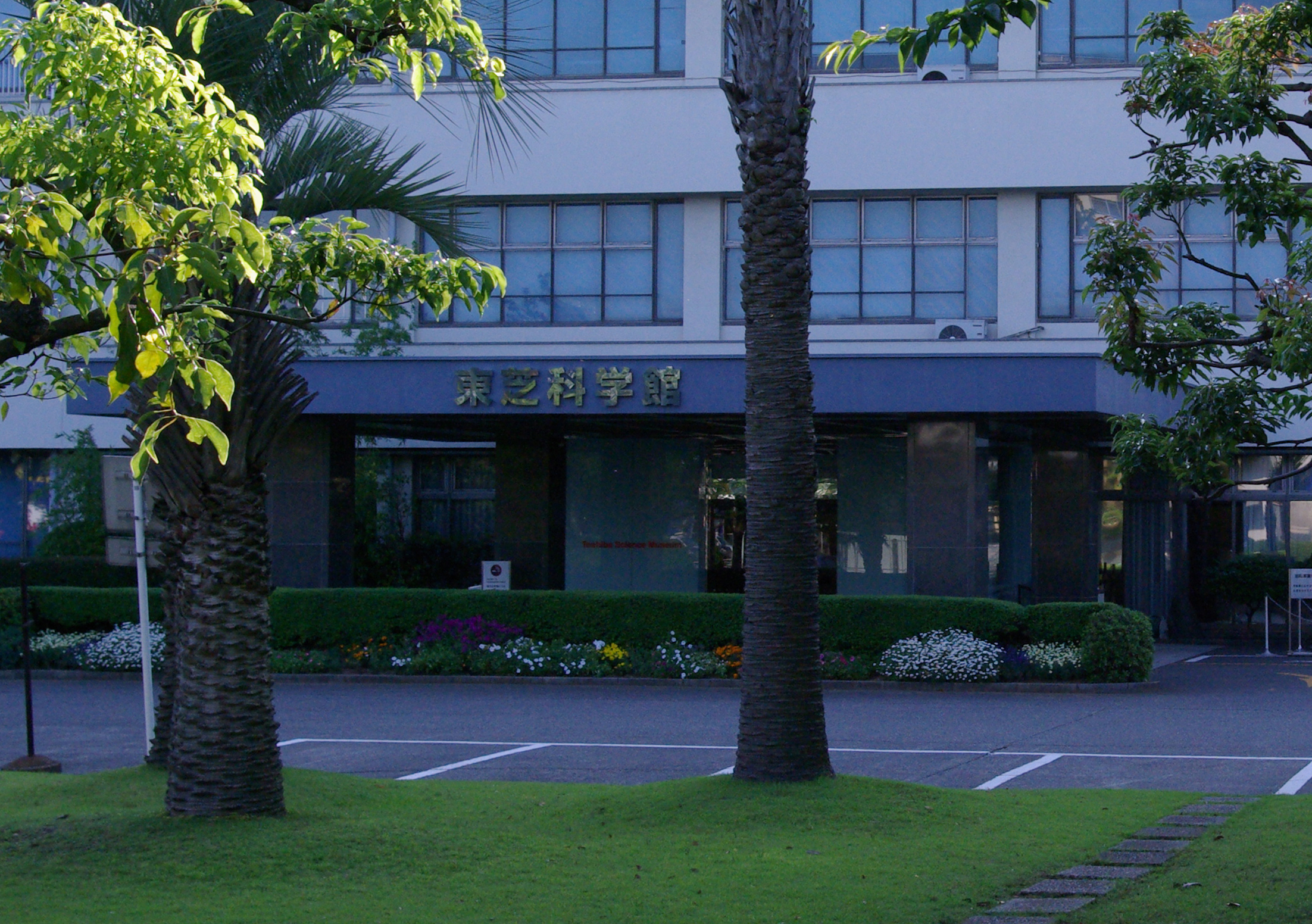
東芝科学館入口正面（2007年）
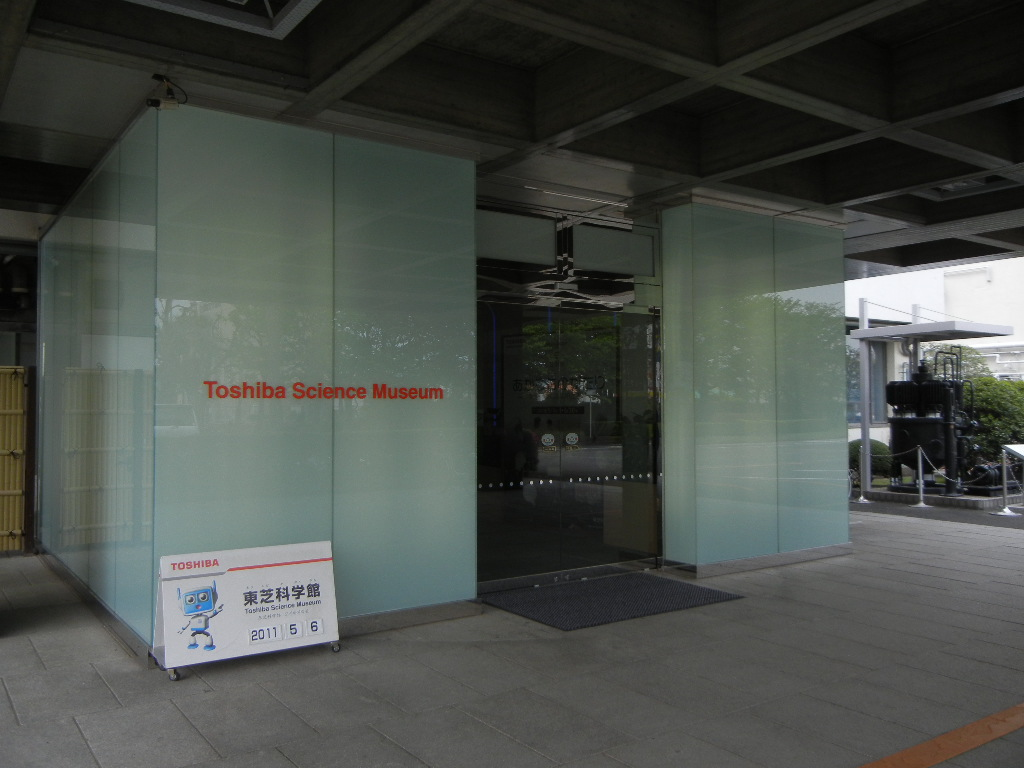
玄関（2011年）
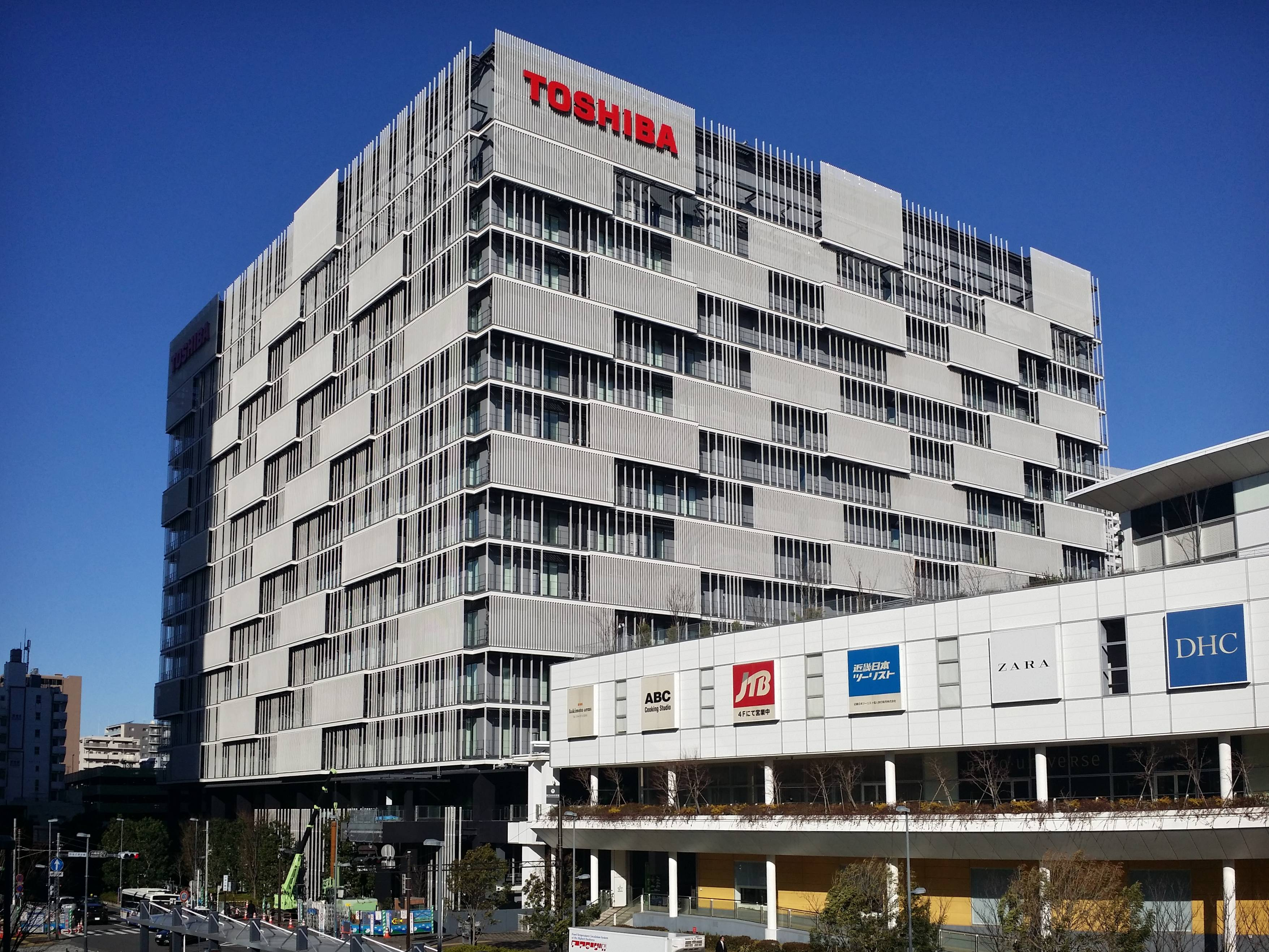
東芝未来科学館が入居するラゾーナ川崎東芝ビル（2017年）

## 住所
- 郵便番号　212-8582
- 神奈川県川崎市幸区小向東芝町1番地

## 開館時間など
- 開館時間：9:00 - 16:45
- 休館日：日曜・祝祭日・東芝科学館特定日。
- 入場料：無料